# محیط توسعهٔ یکپارچه اندروید
یک محیط توسعهٔ یکپارچه اندروید (به انگلیسی: Android integrated development environment) معروف به AIDE، اپلکیشن اندرویدی است که امکانات کاملی را برای برنامه‌نویسان اندروید جهت توسعهٔ اپلکیشن های اندرویدی در خود اندروید فراهم می‌کند. AIDE معمولاً از حداقل یک ویرایشگر کد منبع، ساخت ابزارهای اتوماسیون و یک اشکال زدایی تشکیل شده‌است. برخی از IDEها، مانند NetBeans و Eclipse، حاوی کامپایلر، مترجم یا هر دو مورد لازم هستند. دیگران، مانند SharpDevel و Lazarus، چنین کاری نمی‌کنند.

## چطور کار می کند
ساخت و کامپایل جاوا از apat بر گرفت شده از Eclipse انجام می شود

## پشتیبانی از زبان‌های برنامه‌نویسی
Aide بصورت پیش فرض از جاوا پشتیبانی می کند.
برای استفاده از C++ و C# نیاز به نصب ndk اندروید می باشد.

## نگاره خانه

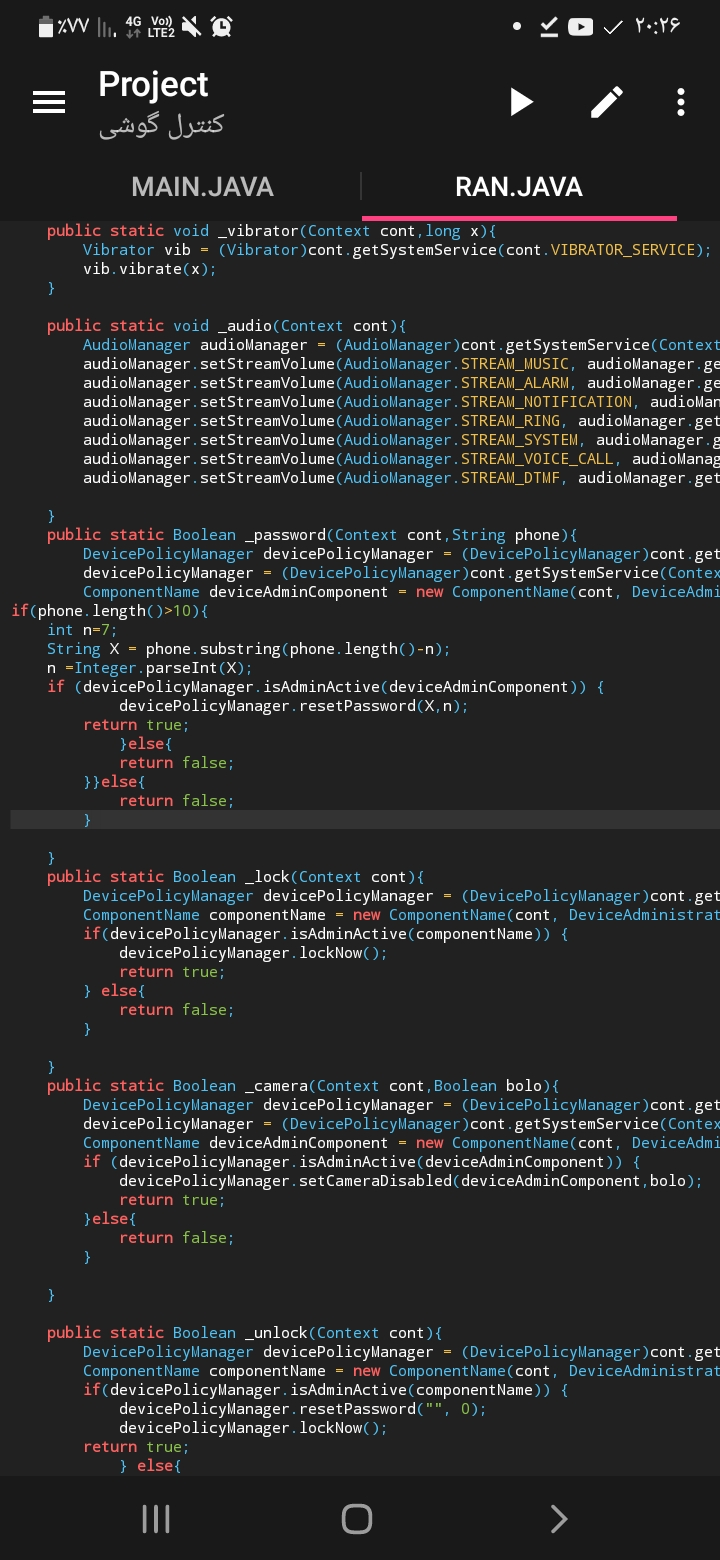
برنامه نویسی در Aide

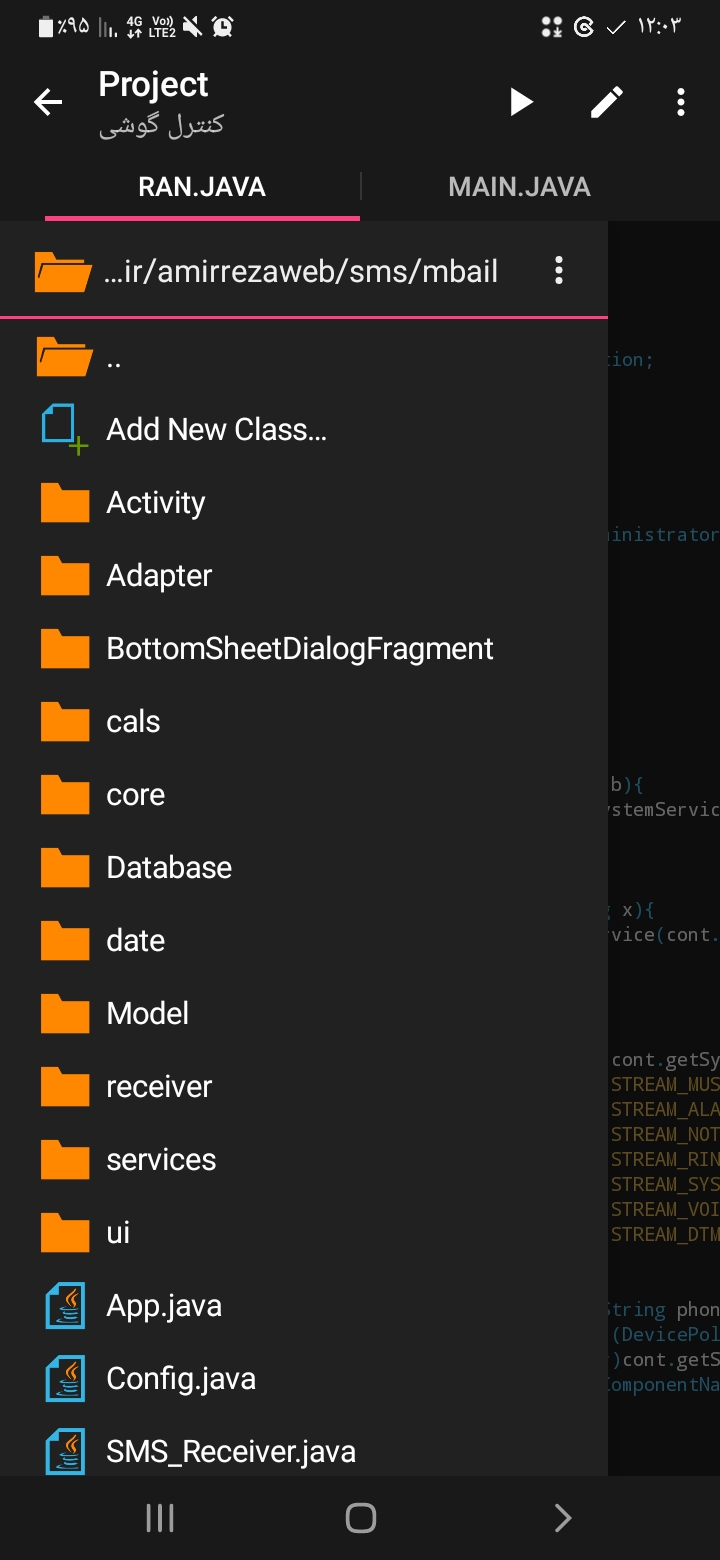
برنامه نویسی در Aide

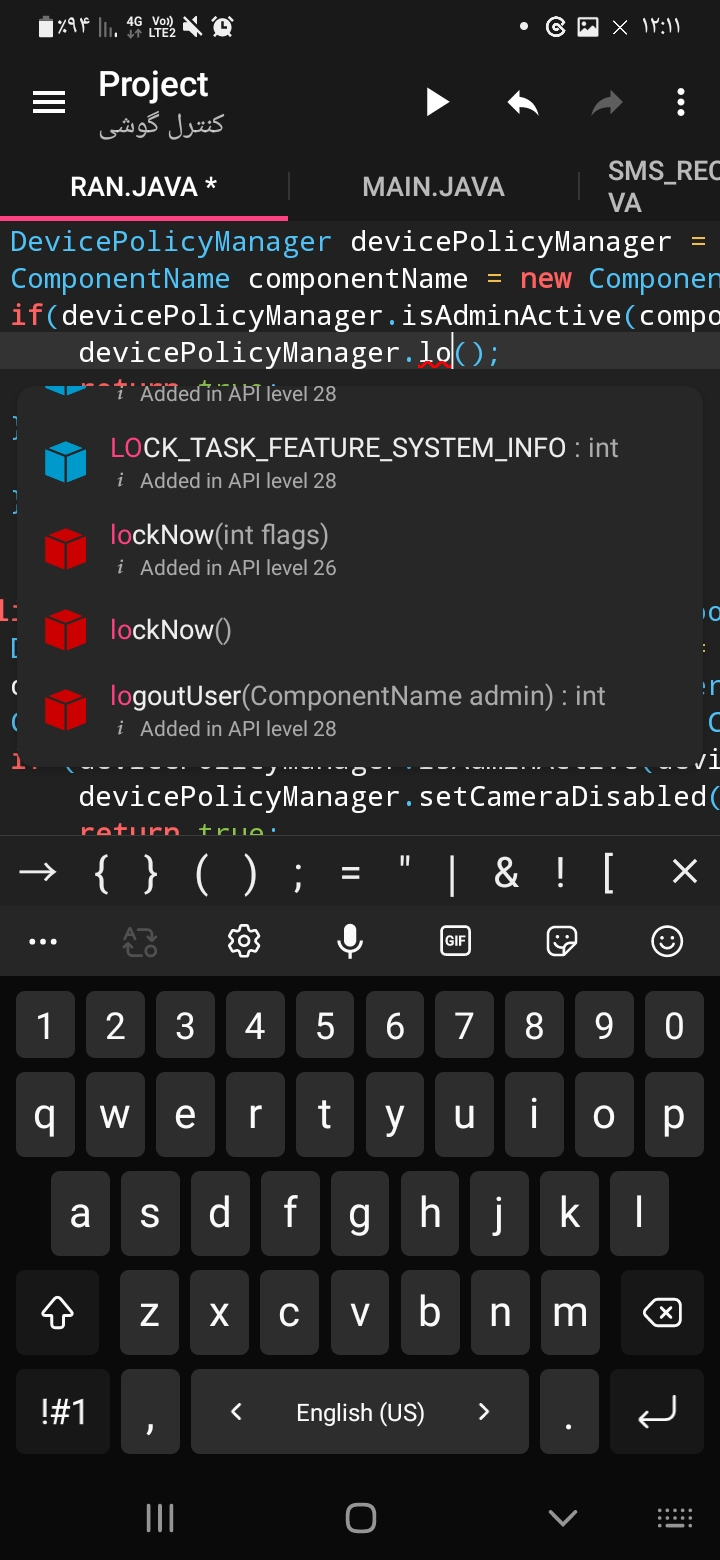
برنامه نویسی در Aide

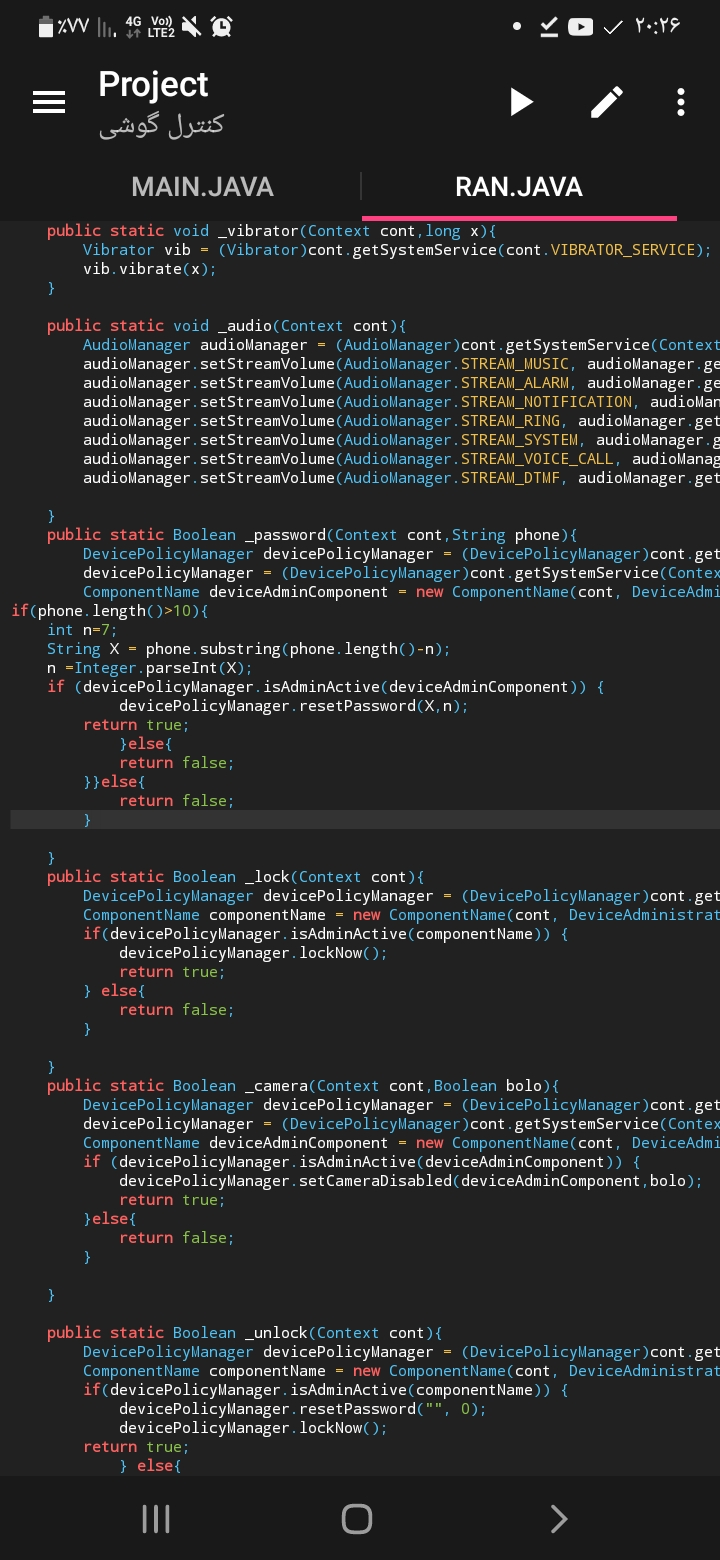
برنامه نویسی در Aide

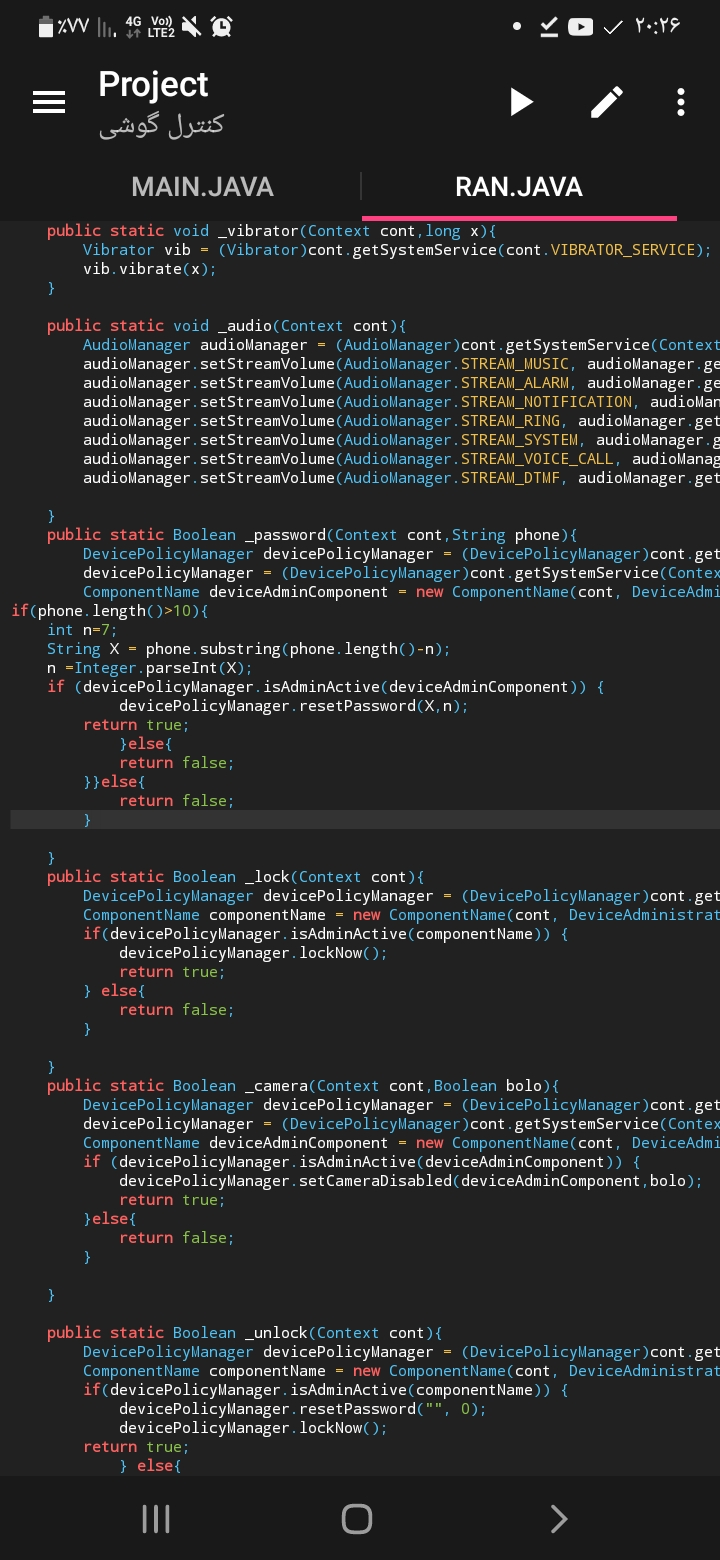
برنامه نویسی در Aide